# Jill Ireland
Pour les articles homonymes, voir Ireland.
Jill Ireland, est une actrice britannico-américaine, née le 24 avril 1936 à Londres, (Angleterre, Royaume-Uni),  et morte le 18 mai 1990 à Malibu (Californie, États-Unis).
Elle est surtout connue pour les nombreux films tournés avec son second mari, Charles Bronson, dans les années 1970-1980.

## Biographie

### Jeunesse et études
Jill Ireland naît à Londres (Angleterre) le 24 avril 1936. Elle est la fille d'un négociant en vin et directeur d'une chaîne d'épiceries.

### Carrière
Elle commence sa carrière d'actrice au cinéma au milieu des années 1950 avec des petits rôles dans des comédies telles que No Love for Judy (1955), Simon et Laura (1955) et Trois hommes dans un bateau (1956).

### Mort
Un cancer du sein lui est diagnostiqué en 1984. Elle commence par se soigner au moyen de traitements homéopathiques et de régimes macrobiotiques. Après une bataille de six ans contre la maladie, elle meurt le 18 mai 1990 dans sa maison de Malibu, à l'âge de 54 ans. Elle est incinérée et ses cendres sont déposées aux côtés de son époux au cimetière de Brownsville dans le Vermont, lors de la mort de ce dernier en 2003.

### Vie privée
Jill Ireland a été mariée à l'acteur David McCallum de 1957 à 1968. Le couple a eu deux fils, Paul et Valentine, musicien connu sous le nom de Val McCallum (en), avant d'adopter un troisième garçon, Jason, mort d'une overdose en 1989. Ils divorcent en 1968.
Jill Ireland se remarie le 5 octobre de la même année avec Charles Bronson que David McCallum avait lui-même présenté à sa femme sur le tournage de La Grande Évasion (1963), quelques années plus tôt. Charles Bronson aurait alors annoncé à David McCallum : « Je vais épouser ta femme. » Ils ont ensemble une fille, Zuleika, et adoptent ensuite Katrina, 14 ans, fille d'une amie décédée.

## Filmographie

### Cinéma
- 1955 : No Love for Judy de Jacques de Lane Lea : l'autre femme
- 1955 : La Femme pour Joe (The Woman for Joe) de George More O'Ferrall (non créditée)
- 1955 : Oh ! Rosalinda ! de Michael Powell et Emeric Pressburger : une femme
- 1955 : Simon et Laura (Simon et Laura) de Muriel Box : la réceptionniste
- 1956 : In the Pocket (The Big Money) de John Paddy Carstairs : Doreen Frith
- 1956 : Trois hommes dans un bateau de Ken Annakin : une danseuse
- 1957 : Train d'enfer de Cy Endfield : Jill, la serveuse
- 1957 : There's Always a Thursday de Charles Saunders : Jennifer Potter
- 1957 : À main armée (Robbery Under Arms) de Jack Lee : Jean Morrison
- 1959 : Un thermomètre pour le colonel (Carry On Nurse) de Gerald Thomas : Jill Thompson
- 1959 : The Ghost Train Murder de Geoffrey Muller : Sally Burton
- 1959 : The Desperate Man de Peter Maxwell : Carol Bourne
- 1960 : Criminal Sexy (Jungle Street) de Charles Saunders : Sue
- 1960 : Girls of the Latin Quarter d'Alfred Travers : Jill
- 1961 : So Evil, So Young de Godfrey Grayson : Ann
- 1961 : Raising the Wind de Gerald Thomas : Janet
- 1962 : Twice Round the Daffodils de Gerald Thomas : Janet
- 1962 : The Battleaxe de Godfrey Grayson : Audrey Page
- 1967 : Tueurs au karaté (The Karaté Killers) de Barry Shear[11]
- 1968 : Pancho Villa (Villa Rides) de Buzz Kulik : la fille dans le restaurant
- 1969 : L'Ange et le Démon (Twinky) de Richard Donner : la fille à l'aéroport (non créditée)
- 1969 : Le Passager de la pluie de René Clément : Nicole
- 1970 : La Cité de la violence (Città violenta) de Sergio Sollima : Vanessa Shelton
- 1970 : De la part des copains (Cold Sweat) de Terence Young : Moira
- 1971 : Quelqu'un derrière la porte de Nicolas Gessner : Frances Jeffries
- 1972 : Cosa Nostra de Terence Young : Maria Reina Valachi
- 1972 : Le Flingueur (The Mechanic) de Michael Winner : la fille
- 1974 : Chino (Valdez II Mezzosangue) de John Sturges : Catherine Maral
- 1975 : L'Évadé (Breakout) de Tom Gries : Ann Wagner
- 1975 : Le Bagarreur (Hard Times) de Walter Hill : Lucy Simpson
- 1975 : Le Solitaire de Fort Humboldt (Breakheart Pass) de Tom Gries : Marica Scoville
- 1976 : C'est arrivé entre midi et trois heures (From Noon Till Three) de Frank D. Gilroy : Amanda Starbuck
- 1979 : Avec les compliments de Charlie (Love and Bullets) de Stuart Rosenberg : Jackie Pruit
- 1982 : Un justicier dans la ville 2 (Death Wish 2) de Michael Winner : Geri Nichols
- 1987 : Protection rapprochée (Assassination) de Peter Hunt : Lara Royce Craig
- 1987 : Caught de James F. Collier : Janet Devon

### Télévision
- 1959 : The Voodoo Factor : Renee
- 1960 : Juke Box Jury
- 1961 : Armchair Theatre : Sybil Vane
- 1961 : Kraft Mystery Theatre
- 1961 : Ghost Squad : Anna
- 1963 : Richard the Lionheart : Marianne
- 1964 : Ben Casey : Julie Carr
- 1964 : Le Troisième Homme (en) : Julia
- 1964 : Voyage au fond des mers : Julie Lyle
- 1964 : Des agents très spéciaux, épisodes The Quadripartite Affair (1.3) et The Giuoco Piano Affair (1.7) : Marion Raven
- 1965 : Mon Martien favori : Zelda
- 1965 : Des agents très spéciaux, épisode The Tigers Are Coming Affair (2.8) : Suzanne de Serre
- 1965–1966 : Twelve O'Clock High, épisode The Hotshot : Alyce Carpenter
- 1966 : The Wackiest Ship in the Army
- 1966 : Twelve O'Clock High, épisode The Survivor : Sara Blodgett
- 1966 : Shane : Marian Starrett (17 épisodes)
- 1967 : Star Trek, épisode Un coin de paradis : Leila Kalomi
- 1967 : Des agents très spéciaux, épisode The Five Daughters Affair (3.28-29) : Imogen Smythe
- 1968 : Mannix, épisode Virages (2.4) : Ellen Kovak
- 1969 : Daniel Boone, épisode The Traitor : Angela
- 1972 : Night Gallery, épisode The Ghost of Sorworth Place : Ann Loring
- 1980 : The Girl, the Gold Watch and Everything : Charla O'Rourke

## Distinctions
- 1989 : Hollywood Walk of Fame (6751 Hollywood Boulevard)[12]

## Voix françaises
- Béatrice Delfe dans :
  - De la part des copains
  - Cosa Nostra
- Évelyn Séléna dans :
  - Quelqu'un derrière la porte
  - Un justicier dans la ville 2
- Sylvie Feit dans :
  - Le Bagarreur
  - Avec les compliments de Charlie

et aussi
- Anne Carrère dans La Cité de la violence
- Jocelyne Darche dans Chino
- Brigitte Morisan dans L'Évadé
- Marion Loran dans Le Solitaire de Fort Humboldt
- Perrette Pradier dans Protection rapprochée

## Hommages et postérité
En 1991 est diffusé le téléfilm Une vie brisée (Reason for Living: The Jill Ireland Story) de Michael Ray Rhodes, adapté de l'autobiographie de Jill Ireland Lifeline, avec Jill Clayburgh dans le rôle de l'actrice et Lance Henriksen dans celui de Charles Bronson. Jill Ireland est créditée comme productrice exécutive, ayant donné son accord au projet peu de temps avant sa mort.